# Баран, Роберт
Роберт Баран (пол. Robert Baran, род. 3 июля 1992 года) — польский борец вольного стиля, призёр чемпионатов Европы, участник Олимпийских игр 2016 года в Рио-де-Жанейро. Участник I и II Европейских игр. 

## Биография
Родился в 1992 году. Борьбой начал заниматься с 2000 года. На международных соревнованиях выступает с 2009 года. 
В 2016 году на чемпионате Европы в Риге завоевал серебряную медаль. Через несколько месяцев принял участие в летних Олимпийских играх, занял итоговое 11-е место в весовой категории до 125 кг. 
В 2018 году на чемпионате Европы в Каспийске, одолев в схватке за 3 место Йоханнеса Людешера из Австрии, стал бронзовым призёром. 
В феврале 2020 года на чемпионате континента в итальянской столице, в весовой категории до 125 кг Роберт в схватке за чемпионский титул уступил именитому спортсмену из Грузии Гено Петриашвили и завоевал серебряную медаль европейского первенства.